# Team Katjoesja/2014
Deze pagina geeft een overzicht van de Katjoesja wielerploeg in  2014.

## Algemeen
Algemeen manager: Vjatsjeslav Jekimov
Teammanagers: José Azevedo, Dmitri Konysjev, Claudio Cozzi, Gennadi Michajlov, Uwe Peschel, Torsten Schmidt, Michael Rich
Fietsmerk: Canyon
Kopmannen: Joaquim Rodríguez

## Renners
| Naam                   | Geboortedatum | Nationaliteit | Ploeg 2013            |
| ---------------------- | ------------- | ------------- | --------------------- |
| Maksim Belkov          | 09-01-1985    | Rusland       |                       |
| Pavel Broett           | 29-01-1982    | Rusland       |                       |
| Giampaolo Caruso       | 15-08-1980    | Italië        |                       |
| Sergej Tsjernetski     | 09-04-1990    | Rusland       |                       |
| Vladimir Goesev        | 04-07-1982    | Rusland       |                       |
| Marco Haller           | 01-04-1991    | Oostenrijk    |                       |
| Petr Ignatenko         | 27-09-1987    | Rusland       |                       |
| Michail Ignatiev       | 07-05-1985    | Rusland       |                       |
| Vladimir Isajtsjev     | 26-04-1986    | Rusland       |                       |
| Pavel Kotsjetkov       | 07-03-1986    | Rusland       | Team RusVelo          |
| Aleksandr Kolobnev     | 04-05-1981    | Rusland       |                       |
| Dmitri Kozontsjoek     | 05-04-1984    | Rusland       |                       |
| Alexander Kristoff     | 05-07-1987    | Noorwegen     |                       |
| Aljaksandr Koetsjynski | 27-10-1979    | Wit-Rusland   |                       |
| Vjatsjeslav Koeznetsov | 24-06-1989    | Rusland       |                       |
| Alberto Losada         | 28-02-1982    | Spanje        |                       |
| Daniel Moreno          | 05-09-1981    | Spanje        |                       |
| Luca Paolini           | 17-01-1977    | Italië        |                       |
| Aleksandr Porsev       | 21-02-1986    | Rusland       |                       |
| Joaquim Rodríguez      | 12-05-1979    | Spanje        |                       |
| Aleksandr Rybakov      | 17-05-1988    | Rusland       | Team RusVelo          |
| Rüdiger Selig          | 19-02-1989    | Duitsland     |                       |
| Jegor Silin            | 25-06-1988    | Rusland       | Astana                |
| Gatis Smukulis         | 15-04-1987    | Letland       |                       |
| Simon Špilak           | 23-06-1986    | Slovenië      |                       |
| Joeri Trofimov         | 26-01-1984    | Rusland       |                       |
| Alexej Tsatevitsj      | 05-07-1989    | Rusland       |                       |
| Ángel Vicioso          | 13-04-1977    | Spanje        |                       |
| Edoeard Vorganov       | 07-12-1982    | Rusland       |                       |
| Anton Vorobjov         | 12-10-1990    | Rusland       |                       |
| Stagiairs              |               |               |                       |
| Sven Erik Bystrøm      | 21-01-1992    | Noorwegen     | Team Øster Hus-Ridley |

### Vertrokken
| Naam             | Team 2014    |
| ---------------- | ------------ |
| Timofej Kritski  | Team RusVelo |
| Xavier Florencio | Gestopt      |
| Denis Mensjov    | Gestopt      |

## Overwinningen
Ronde van Oman
2e etappe: Alexander Kristoff
Milaan-San Remo
Winnaar: Alexander Kristoff
Ronde van Catalonië
3e etappe: Joaquim Rodríguez
Eindklassement: Joaquim Rodríguez
Ronde van Romandië
3e etappe: Simon Špilak
Rund um den Finanzplatz Eschborn-Frankfurt
Winnaar: Alexander Kristoff
Ronde van Noorwegen
1e etappe: Alexander Kristoff
5e etappe: Alexander Kristoff
Puntenklassement: Alexander Kristoff
Tour des Fjords
2e etappe: Alexander Kristoff
4e etappe: Alexander Kristoff
5e etappe: Alexander Kristoff
Eindklassement: Alexander Kristoff
Puntenklassement: Alexander Kristoff
Critérium du Dauphiné
4e etappe: Joeri Trofimov
5e etappe: Simon Špilak
Lets kampioenschap
Tijdrit: Gatis Smukulis
Russisch kampioenschap
Tijdrit: Anton Vorobjov
Wegrit: Aleksandr Porsev
Ronde van Oostenrijk
8e etappe: Marco Haller
Ronde van Frankrijk
12e etappe: Alexander Kristoff
15e etappe: Alexander Kristoff
Arctic Race of Norway
2e etappe: Alexander Kristoff
3e etappe: Simon Špilak
4e etappe: Alexander Kristoff
Vattenfall Cyclassics
Winnaar: Alexander Kristoff
Milaan-Turijn
Winnaar: Giampaolo Caruso
2006 · 2007 · 2008 · 2009 · 2010 · 2011 · 2012 · 2013 · 2014 · 2015 · 2016 · 2017 · 2018 · 2019
AG2R-La Mondiale · Astana · Belkin Pro Cycling · BMC Racing Team · Cannondale Pro Cycling Team · Team Europcar · FDJ · Garmin Sharp · Giant-Shimano · Katjoesja · Lampre-Merida · Lotto-Belisol · Team Movistar · Omega Pharma-Quick-Step · Orica-GreenEdge · Team Sky · Tinkoff-Saxo · Trek Factory Racing